# 라 그르누이예르의 수영객들
라 그르누이예르의 수영객들(프랑스어: Bain à la Grenouillère)은 프랑스 인상주의 화가 클로드 모네의 1869년 유화 작품이다.
높이 74.6cm, 길이 99.7cm 크기의 작품으로 크루아시쉬르센의 센강변에 있던 해상 레스토랑 '라그르누이예르' (La Grenouillére)의 가판시설과 나무가 심어진 중앙섬의 풍경을 소재로 삼았다. 당시 모네는 피에르 오귀스트 르누아르와 현장에 동행하였으며 르누아르 역시 똑같은 장면을 작품으로 남겼다.
이 그림은 현재 미국 뉴욕 메트로폴리탄 미술관에 소장되어 있으며, 1929년 해브마이어 부인 (HO Havemeyer)이 기증한 것으로 기록되어 있다.

## 역사
1869년 9월 25일 클로드 모네는 동료 화가인 프레데리크 바지유에게 보낸 편지에서 "꿈이 하나 있어. 라 그르누이예르의 수영객들을 그림으로 담는 건데, 스케치를 좀 해봤지만 아직은 꿈에 그치고 있어. 피에르 오귀스트 르누아르도 여기 온 지 두 달 차인데 똑같은 그림을 그리고 싶어해"라고 밝혔다. 당시 모네와 르누아르는 극도로 가난한 사정 속에서 둘도 없는 친구 관계였다.
편지 속에서 언급된 모네의 스케치는 독일 베를린의 아른홀트 컬렉션에 있었던 것으로 전해지나 지금은 분실되었고, 그보다 작은 채색 스케치본이 현재 런던 내셔널 갤러리에 《라 그르누이예르의 수영객들》이란 동명의 제목으로 소장되어 있다. 이 작품에서 드러나는 널찍하고 두터운 붓터치는 스케치용으로 그렸음이 확실하다.
라 그르누이예르 (La Grenouillère)는 프랑스 부지발 인근 센강변에 설치된 휴양시설로, 스파와 보트 시설, 수상 카페 등을 갖추고 있어 중산층들에게 인기가 높았다. 파리에서 열차편을 이용하면 쉽게 찾을 수 있었던 이곳은 프랑스 황제 나폴레옹 3세가 아내와 아들을 데리고 즐겨 찾던 곳이었으며, 1881년 기 드 모파상의 단편소설의 무대로도 등장했다.

## 상세
모네와 르누아르는 여가 생활을 소재로 하여 잘 팔릴법한 그림을 목표로 하였으며 그 점에 있어서 라 그르누이예르야말로 이상적인 소재라는 점에 뜻을 같이 했다. 전시를 위해 모네는 보다 섬세하면서도 세밀한 묘사를 의도하였다.
앞서 모네가 그린 《생타드레스의 테라스》처럼 이 그림에서도 물결, 나뭇잎, 배, 인물 등 반복적인 소재에 집중하였으며, 붓터치가 강렬함에도 상당히 세밀한 묘사의 조합을 이끌어냈다.
한편 르누아르가 똑같은 장소를 소재로 그린 《라 그르누이예르》라는 작품이 스톡홀름 국립박물관에 소장되어 있는데 두 사람이 나란히 앉아 작업에 나섰음을 여실히 보여주는 증거이기도 하다.

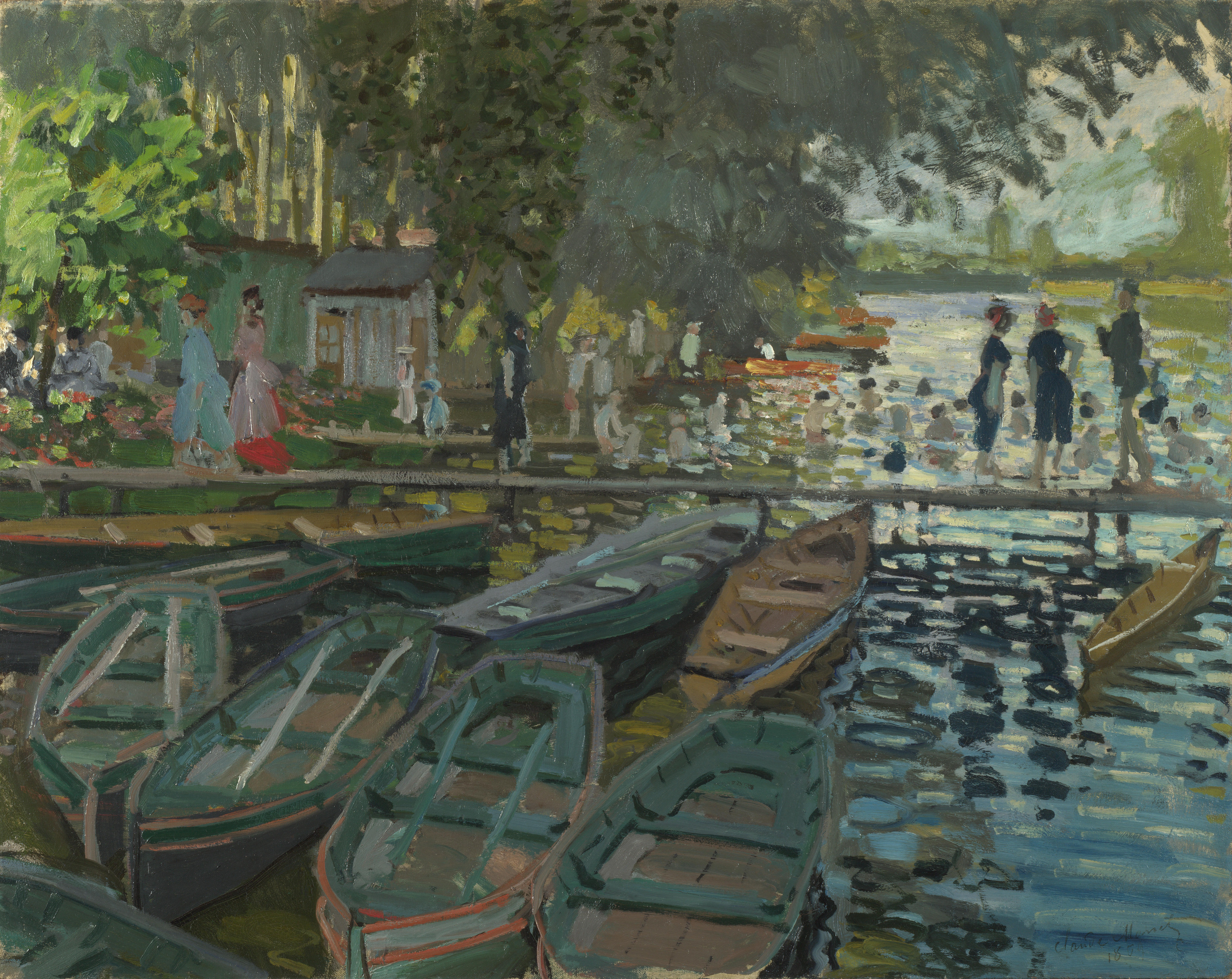
《라 그르누이예르의 수영객들》, 클로드 모네, 캔버스에 유채, 74.6 x 99.7cm
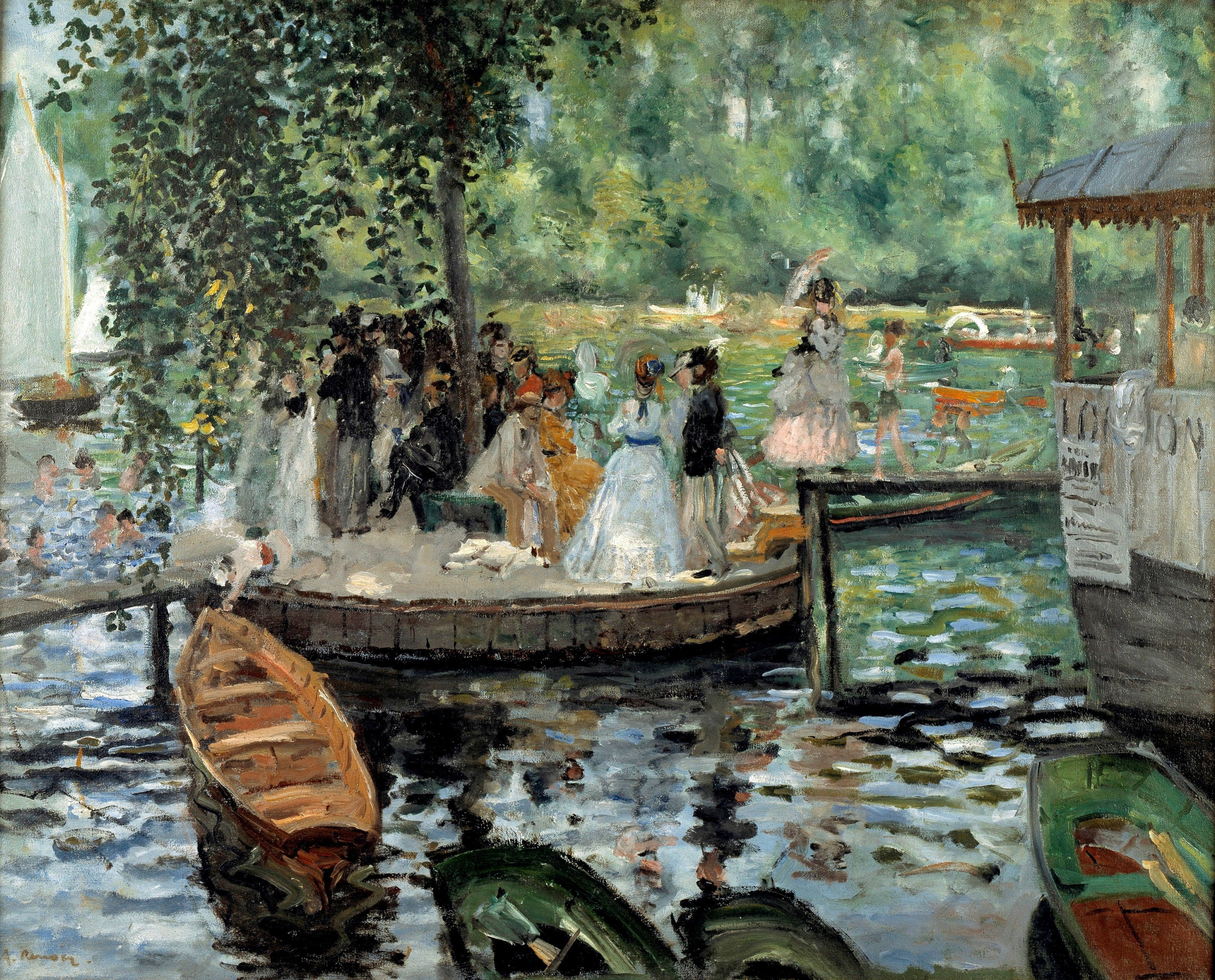
오귀스트 르누아르의 《라 그르누이예르의 수영객들》

## 같이 보기
- 클로드 모네의 작품 목록

## 관련 문헌
- Bomford D, Kirby J, Leighton, J., Roy A. Art in the Making: Impressionism.  National Gallery Publications, London, 1990, pp. 120–125.